# Flugplatz Oppenheim

i7
i11
i13
Der Flugplatz Oppenheim (ICAO-Code: EDGP) liegt südöstlich der rheinland-pfälzischen Stadt Oppenheim auf flacher Ebene. Er ist als Sonderlandeplatz klassifiziert. Hier haben Motorflugzeuge mit einem zulässigen Höchstgewicht bis 2 t, Hubschrauber, Motorsegler, Segelflugzeuge sowie Ultraleichtflieger eine Landeerlaubnis.
Den Piloten steht eine 800 Meter lange und 30 Meter breite Graspiste als Landebahn zur Verfügung.
Die veröffentlichte Platzrunde für motorgetriebene Luftfahrzeuge ist östlich der Start-/Landebahn in 1300 Fuß über Meereshöhe (1300 MSL). Die Platzrunde für Segelflugzeuge ist im Westen des Platzes (ohne Höhenangabe).

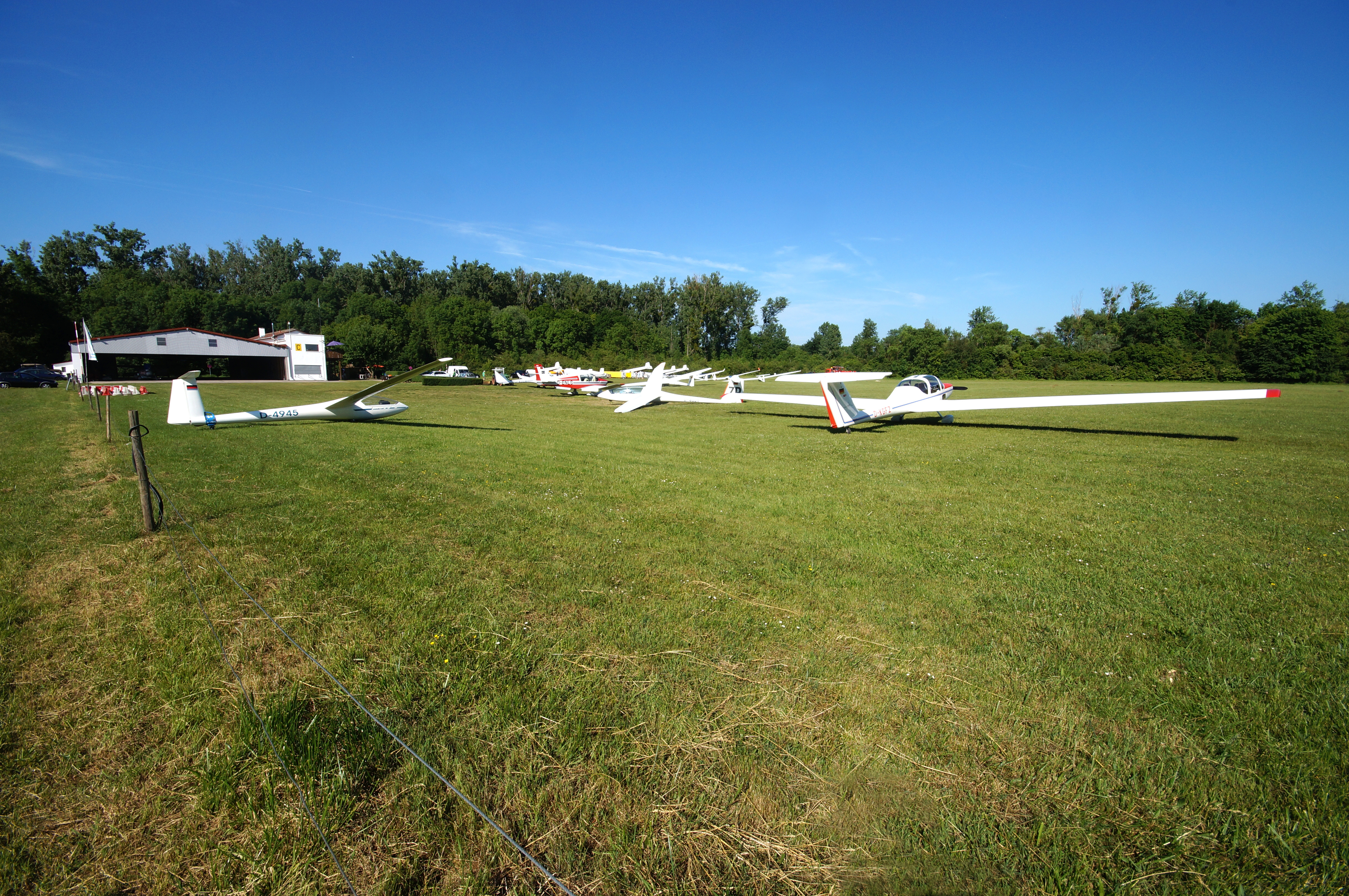
Flugzeuge auf dem Flugplatz
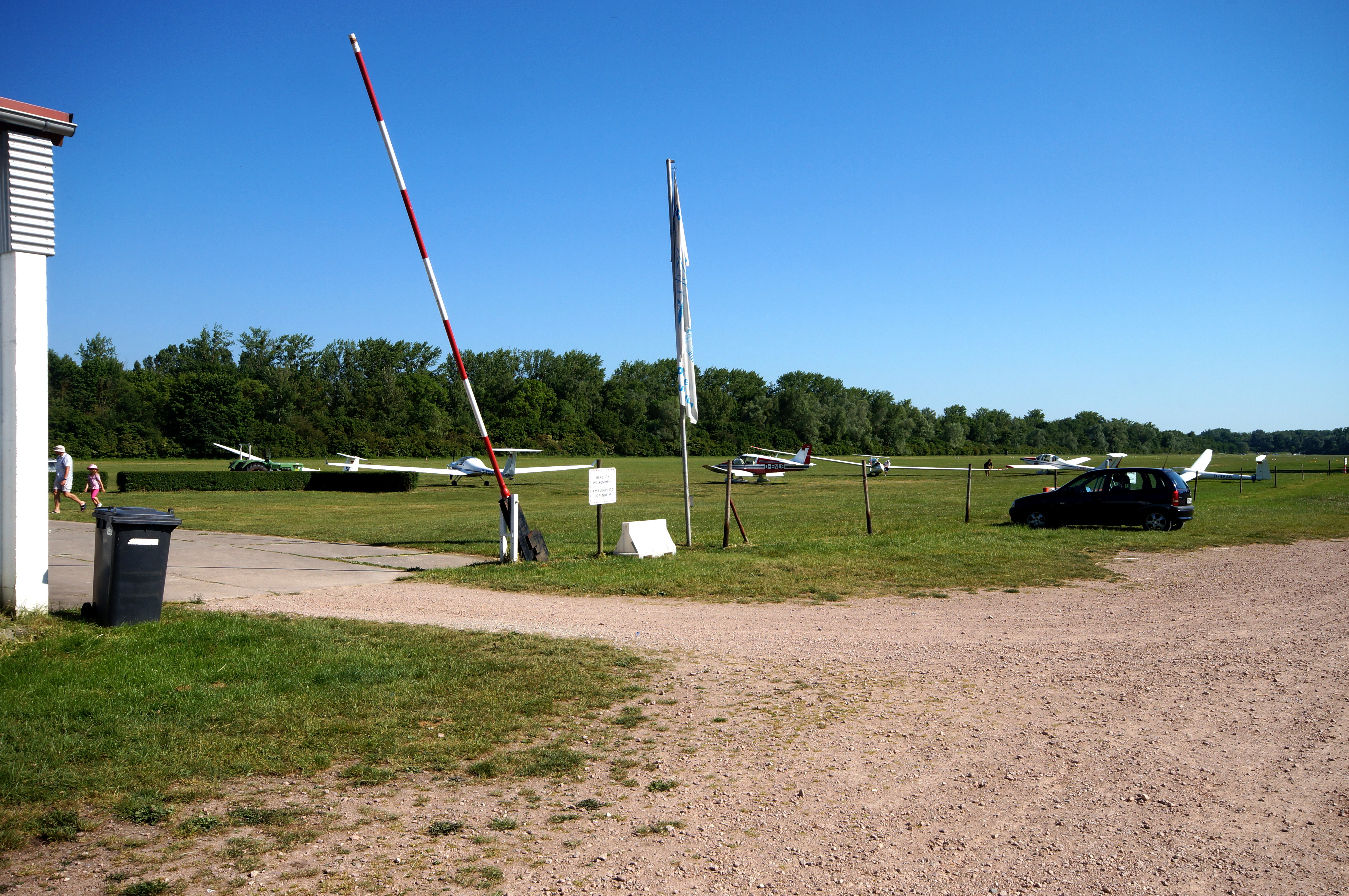
Haupteingang des Flugplatzes